# مقصدهای پروازی ایر آستانه
مقصدهای پروازی ایر آستانه به شرح زیر است (ژانویهٔ ۲۰۱۶ میلادی):

## فهرست

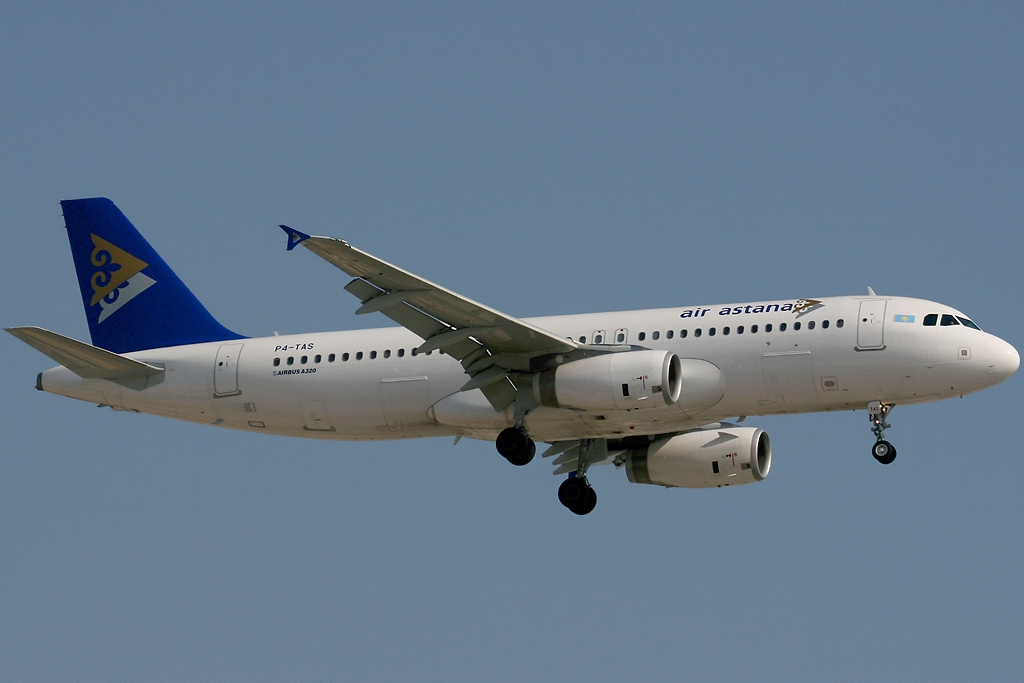
یک فروند ایرباس ای۳۲۰-۲۰۰ متعلق به ایر آستانه.

|  | قطب              |
|  | مقصدهای آتی      |
|  | مسیرهای متوقف‌شده |
|  | موقتاً متوقف‌شده   |